# Museum Burghalde Lenzburg
Das Museum Burghalde Lenzburg ist ein Mehrsparten-Museum in Lenzburg im Kanton Aargau (Schweiz) mit Fokus auf Kunst- und Kulturgeschichte. Das Museum Burghalde dient als Museum der Stadt und Region Lenzburg und befindet sich im historischen Architekturensemble der Burghalde Eingangs der Schlossgasse. Integriert ist das Ikonenmuseum Schweiz.

## Geschichte
Die 1928 gegründete «Vereinigung für Natur und Heimat von Lenzburg und Umgebung» setzte sich unter anderem für die Schaffung eines Regionalmuseums ein. 1937 wurde das «Heimatmuseum Lenzburg» im ersten Geschoss des Alten Landgerichts eröffnet, im selben Jahr konstituierte sich die «Stiftung Heimatmuseum Lenzburg». In den 1950er Jahren wurde aufgrund von Kapazitätsproblemen und Sanierungsbedürftigkeit des Landgerichts eine Verlagerung des Museums in die «alte Burghalde» ins Auge gefasst, konnte jedoch nicht umgesetzt werden. 1972 musste das Landgericht wegen Baumängeln geschlossen werden, das Museumsgut wurde ins Depot «Schlossgut» ausgelagert.
Zwar fiel bereits 1973 der Entscheid, doch die alte Burghalde zum Museum umzubauen. Es benötigte jedoch weitere 12 Jahre und eine Volksabstimmung bis zur Verwirklichung. Die Pause nutzte man, um die Sammlungen insbesondere im Bereich der Archäologie gezielt zu erweitern. 1985 öffnete das Museum unter dem neuen Namen «Museum Burghalde» seine Tore. In den folgenden Jahrzehnten wurden die Ausstellungen und Sammlungen stetig ausgebaut. Mit dem Archiv der Firma Hero besitzt das Museum seit 2010 ein bedeutendes Zeugnis der Aargauer und Schweizer Industriegeschichte. 2009 übernahm das Museum auch die Verwaltung des städtischen Kunstbesitzes. Um den veränderten Ansprüchen der Besucher Rechnung zu tragen, wurde das Museum einer umfassenden Neukonzeption der Dauerausstellung mit notwendiger Sanierung unterzogen (2017–2018). Das Museum ist nun mit dem neuen Lift und den ausgeglichenen Ebenen rollstuhlgängig. Das Treppenhaus besitzt Brandschutztüren. Der Zugang zum Ikonenmuseum wurde ebenfalls erschlossen. Das Ikonenmuseum Schweiz erstreckt sich damit auf vier Räume im Untergeschoss der alten und neuen Burghalde mit einem kleinen Kinoraum, einem Ikonenatelier, einem Zwischentrakt für diskursive Wechselausstellungen und einem grossen Gewölbesaal für die Dauerausstellung.
Die Betriebskosten des Museums werden seit 2009 von der Ortsbürgergemeinde Lenzburg getragen. Die «Stiftung Museum Burghalde» fördert und unterstützt das Museum in inhaltlichen Belangen.

## Ausstellungen
Als Mehrspartenhaus zeigt das Museum Burghalde in seinen Dauer- und Sonderausstellungen ein breites thematisches und zeitliches Spektrum. Die Dauerausstellung ist in Teilen der «alten Burghalde» und den drei Stockwerken des ehemaligen Ökonomiegebäudes untergebracht. Im Mehrsparten-Museum werden vier verschiedene Gebiete präsentiert:
1. Highlights der kantonalen archäologischen Sammlung (EG)
2. Archivalien, Objekte und Persönlichkeiten der Stadt- und Regionalgeschichte sowie die Hausgeschichte (1. OG)
3. Erzeugnisse der Industriekultur von Firmen wie Hero, Mammut, Wisa Gloria, Hämmerli, Seifenfabrik Lenzburg, Zweifel Malaga Kellerei. Persönlichkeiten aus Bildung, Künste, Politik und Wirtschaft von teils überkantonaler und internationaler Strahlkraft werden vorgestellt (2. OG)
4. Sammlung orthodoxer Ikonen aus dem slavischen Raum mit Begleitausstellung (Ikonenmuseum Schweiz, UG)

### Dauerausstellungen
- Stadtgeschichte: Die Ausstellung beleuchtet die Geschichte der Stadt Lenzburg vom Mittelalter bis zur Gegenwart. Neben der Stadtentwicklung stehen lokales Handwerk, Kunsthandwerk und Brauchtum sowie das Alltagsleben im Zentrum.
- Hero: Das Museum Burghalde verwaltet das HERO-Firmenarchiv. Produkte, Werbung, Fotos und Filme zeigen die Entwicklung von der Konservenfabrik zum globalen Nahrungsmittelkonzern. Zum Firmenjubiläum wurde eine Sonderausstellung mit Publikation "HERO - seit 1886 in aller Munde" (2011–2012) im Gebäude der Seifi, Lenzburg, organisiert.
- Wisa Gloria: Die Rolle Lenzburgs als wichtiger Industriestandort seit dem 19. Jahrhundert zeigt sich durch die verschiedenen Unternehmen wie auch Mammut AG (ehemalige Seilerei), Haemmerli Sportwaffen, Savonnerie Lenzbourg, Wisa Gloria. In der Dauerausstellung des Museum Burghalde wird die Industriegeschichte erklärt.

- Archäologie: Ausgestellt werden Originalfunde aus dem Seetal und der Region Lenzburg sowie Modelle. Eine seltene komplette Grabanlage Steinkistengräber bildet den Höhepunkt des archäologischen Rundgangs. Römische Funde verweisen auf die einst blühende Anlage mit mehreren Tempeln. In der Urgeschichtswerkstatt werden stein- und bronzezeitliche Techniken und Arbeitsweisen praktisch vermittelt.
- Ikonenmuseum: Die einzige permanent gezeigte Sammlung orthodoxer Ikonen in der Schweiz umfasst 65 Werke aus dem 16. bis 19. Jahrhundert. Mit Bildern von Christus, der Gottesmutter und verschiedenen Heiligen ist ein breites Spektrum an ostkirchlicher Kunst vertreten. Die Sammlung war eine Schenkung von Urs Peter Haemmerli. Das Museum kuratiert verschiedene kleinere Sonderausstellungen, um den Zugang zu den slavischen Heiligenbildern auf unterschiedliche und kreative Art zu ermöglichen: "Der Triumph der Religionen in den Künsten von Samuel Amsler" (2018–2019), "Juri Gagarin - Ikone der Raumfahrt" (2019–2020), "Die Unendlichkeit des Begrenzten – Stahlskulpturen von James Licini im Ikonenmuseum" (2020–2021)[3], Helden und Propheten von Werner Büchly (2021–2022), Superpower - Comichelden und Heilige (2022/2023), Le Corbusiers Ikonen der Moderne (2022–2023).
- Historische Räume: Mit dem spätgotischen Wohnraum und dem spätbarocken Festsaal sind zwei originale historische Räume der «alten Burghalde» zu besichtigen.
- Hugenotten: Eine Aussenstelle bildet der Stationenweg «Auf den Spuren der Hugenotten im Aargau»,[4] der von Schafisheim über den Staufberg bis zum Museum führt. Er umfasst sechs Stationen mit Informationstafeln sowie zwei kleine Ausstellungen im Schlössli Schafisheim und im Museum. Neben der Geschichte der Hugenotten stehen die in Schafisheim erfolgreiche Hugenottenfamilie Brutel de la Rivière sowie das hugenottische Kunsthandwerk im Fokus. Der Weg ist Teil des europäischen Kulturfernwanderweges Hugenotten- und Waldenserpfad (F, I, CH, D).
- Persönlichkeiten: Porträts aus Bildung, Gesellschaft/Soziales, Kunst, Kultur mit ihren Erzeugnissen werden im 2. OG vorgestellt: Sophie Haemmerli-Marti, Frank Wedekind, Erika Wedekind, Christian Lippe, Fanny Hünerwadel, Fanny Oschwald-Ringier, Michael Traugott Pfeiffer, Philipp Albert Stapfer, Gertrud Villiger.

### Sonderausstellungen
Teilweise im Museum, teilweise in der nahegelegenen ehemaligen Seifenfabrik (Savonnerie Lenzbourg) präsentiert das Museum einmal jährlich eine Sonderausstellung zu kultur- und stadtgeschichtlichen Themen. U. a. wurden gezeigt: Schatzkammer Wald (2023), Voller Energie (2022) –  aus Anlass 100 Jahre SWL Energie AG, Saubere Sache – Über die faszinierende Welt der Seifen(2020),Ko(s)mische Trouvaillen (2019) sowie Leben im Fünfstern – 150 Jahre Strafvollzug in Lenzburg sowie Lackminiaturen aus Palech (2015), Hero – Seit 1886 in aller Munde (2011–2013), Stille Nacht – Krippen und Krippenfiguren aus der Sammlung Gasser (2010–2011), Essen und Macht (2010), Frauen am Berg – Eine Geschlechtergeschichte des Alpinismus (2009–2010), Sitz(an)gelegenheiten – Eine Ausstellung zum Sitzen (2008–2009).

## Sammlung
Die Sammlung des Museums umfasst etwa 15'000 Objekte von der Steinzeit bis in die Gegenwart. Sie sind Eigentum der «Stiftung Museum Burghalde».

### Sammlungsschwerpunkte
- Archäologie/Experimentelle Archäologie
- Stadtgeschichte: Stadtentwicklung, Lenzburger Brauchtum, Institutionen (u. a. Strafanstalt), Persönlichkeiten, Künstler und Kunsthandwerker (u. a. Ebenist Samuel Hämmerli, Hafner Frey), ehemalige Bewohner der «Burghalde»
- Lokale Industriegeschichte: Firmen Hero, Wisa Gloria, Mammut, Waffenfabrik Hämmerli & Co. AG u. a.
- Russische Ikonen